# Blepharepium sonorensis
Blepharepium sonorensis là một loài ruồi trong họ Asilidae. Blepharepium sonorensis được Papavero & Bernardi miêu tả năm 1973.